# 鲁本·帕特森
魯本·納撒尼爾·帕特森（英語：Ruben Nathaniel Patterson，1975年7月31日—）是美國前職業籃球運動員，場上主要擔任小前鋒和得分後衛。他於1998年NBA选秀第31順位由洛杉磯湖人所選中，其後效力於西雅圖超音速、波特蘭開拓者、丹佛掘金、密爾沃基雄鹿和洛杉磯快船，職業生涯場均得到10.7分和4.2個籃板。帕特森在場上善於防守，在聲稱自己可以守住NBA巨星科比·布萊恩特後，他給自己起了個綽號“科比終結者”，而另一方面，他的職業生涯場內場外始終爭議不斷，也成了球隊的麻煩人物。

## 職業生涯
加盟洛杉磯湖人之前，由於遇到了1998-99的縮水賽季，帕特森選擇前往歐洲打球，他在希臘聯賽的雅典AEK隊效力。帕特森於1999年8月10日作為自由球員離開湖人前往西雅圖。他很快就以一名出色的防守球員和出色的射手而聞名，投籃命中率在聯盟中排名第四。在81場比賽中先發74場後，他在西雅圖結束了他的第二個賽季，並以場均13.6分的得分在球隊中排名第三。那個賽季結束後，他與波特蘭開拓者簽約。
在波特蘭的第二年，帕特森的麻煩開始醞釀，曾與隊友扎克·蘭多夫發生肢體衝突，而經常直言不諱和反复無常的帕特森在2005-06賽季被開拓者暫時禁賽，因為他對教練內特·麥克米蘭感到不滿。2006年2月，帕特森被交易到丹佛掘金。在接下來的休賽期，他被交易到密爾沃基雄鹿，換取乔·史密斯。在密爾沃基，帕特森意外地打出了生涯最佳的數據，場均14.7分、2.9次助攻，場均5.4個籃板並列個人職業生涯新高，而場均投籃命中率達到職業生涯最高的55%。
2007年8月29日，帕特森與洛杉磯快船簽約，但於同年12月13日被快船裁掉，之後他加入了黎巴嫩俱樂部尚普維爾。

## 個人生活
帕特森的家庭生活困難重重，他的父母和他的一個姐姐都曾與毒癮作鬥爭。而帕特森在他的籃球生涯中捲入了許多場外問題。由於帕特森在2001年承認在2000年9月企圖強姦他孩子的保姆，他必須將自己登記為性犯罪者才能在美國許多州建立合法居留權。2002年，他被妻子指控涉嫌家暴，不過他的妻子後來放棄了指控並且離婚。2010年3月27日，帕特森在俄亥俄州漢密爾頓縣因酒後駕車被捕。

## 外部連結
- 鲁本·帕特森在NBA（英语）
- 鲁本·帕特森在Basketball-Reference.com（NBA）（英语）
- 鲁本·帕特森在Sports-Reference.com（NCAA）（英语）
- 鲁本·帕特森在Eurobasket.com（球員）（英语）
- 鲁本·帕特森在RealGM（英语）
- 鲁本·帕特森在Proballers（英语）